# Ischnoptera brattstroemi
Ischnoptera brattstroemi är en kackerlacksart som beskrevs av Karlis Princis 1952. Ischnoptera brattstroemi ingår i släktet Ischnoptera och familjen småkackerlackor. Inga underarter finns listade i Catalogue of Life.